# محاولة انقلاب 2022 في غينيا بيساو
انقلاب غينيا بيساو 2022، هي محاولة انقلاب فاشلة قادها عسكريون في جيش غينيا بيساو يوم 1 فبراير 2022 من خلال محاصرة مقر الحكومة في العاصمة بيساو حيث يُفترض أن يكون الرئيس عمر سيسوكو إمبالو متواجدًا لحضور جلسة استثنائية لمجلس الوزراء.
مع نهاية اليوم، غادر الرئيس عمر إمبالو مقر الحكومة نحو القصر الرئاسي «دون أن يصبه أي أذى» وجميع الوزراء غادروا إلى منازلهم. كما ألقى الرئيس كلمة على شعب غينيا بيساو أكد فيه السيطرة على البلاد وفشل المحاولة الانقلابية. كما صرحت وكالة سبوتنيك الإخبارية الروسية إن «محاولة الانقلاب العسكري التي حدثت اليوم في غينيا بيساو فشلت، والمحاولة قادها عقيد متقاعد من الجيش وتم التفاوض معه».

## الأحداث
أعلنت وكالتي فرانس برس ورويترز عصر يوم 1 فبراير 2022، عن سماع دوي إطلاق نار كثيف بالقرب من مقر الحكومة في غينيا بيساو، وسط انتشار لعناصر الجيش في شوارع العاصمة. وأشار مراسلو الوكالتين إلى أن «رجالا مدججين بالسلاح يحاصرون مقر الحكومة» حيث يُفترض أن يكون الرئيس عمر سيسوكو إمبالو ورئيس الوزراء نونو غوميز نابيام يشاركان في جلسة استثنائية لمجلس الوزراء. كما أكدت قناة الجزيرة الإنجليزية أن «مسلحون بالرشاشات والبنادق من طراز أيه كيه-47 هاجموا القصر الحكومي لساعات بينما كان الرئيس ورئيس الوزراء بالداخل». بينما وصف راديو فرنسا الدولي الوضع بأنه «مشوش للغاية ومرتبك».
كما قالت وسائل إعلام أن هذه الأحداث تأتي بعد أيام قليلة من تعديل حكومي قرره رئيس الجمهورية عمر سيسوكو إمبالو، والذي اعترض عليه في البداية حزب رئيس الوزراء نونو غوميز نابيام. لكن لاحقا، وافق نابيام على التعديل الوزاري.
وفي تلك الأثناء، قالت وكالة الصحافة الفرنسية أنه ومنذ انتشار الخبر حدث تدافع في وسط المدينة، فيما أغلقت المدارس أبوابها وعاد التلاميذ إلى منازلهم. مشيرة إلى أن العاصمة تشهد تحركات عسكرية، حيث تم نشر أطواق مسلحة حول بعض المباني الرسمية. فيما قالت تقارير إخبارية أن «معركة تدور عند القصر الرئاسي في بيساو» وذلك بعد انتشار مقاطع فيديو وصور تظهر عمليات إطلاق نار كثيف وفوضى بسبب تدافع الأهالي.
وذكرت الإذاعة الحكومية في غينيا بيساو أن «إطلاق النار ألحق أضرارا بالقصر الحكومي وأن "الغزاة" يحتجزون مسؤولين حكوميين». كما ذكرت مواقع إخبارية أن الرئيس عمر سيسوكو إمبالو ورئيس الوزراء نونو غوميز نابيام يُعتقد أنهما مُحتجزان في القصر الرئاسي حيث كانا يلتقيان يوم الثلاثاء، 1 فبراير 2022 وقد أحاطهما الجنود. وقالت وكالة رويترز أن «مصدر أمني على صلة بداخل القصر الحكومي قال إن عددا غير معروف من الأشخاص أصيبوا بنيران. وقال مصدر ثان إن شخصين قتلا لكن لم يتضح من هما».
بعد ساعات من الارتباك والقلق والتساؤلات حول مصير الرئيس الـ«غير المعروف»، صرح رئيس غينيا بيساو عمر سيسوكو إمبالو لوسائل إعلام أنه «بخير» وأنه ليس في أيدي المهاجمين. ثم أجرى امبالو مقابلة هاتفية قصيرة مع وكالة فرانس برس ومجلة جون أفريك أكد خلالها على أن «الوضع تحت السيطرة» وأن «العديد من أفراد قوات الأمن قُتلوا في هجوم فاشل على الديمقراطية» وصرح بأن إطلاق النار استمر 5 ساعات وأن هناك «الكثير من القتلى»، مشيرا إلى أن من نفذوا الهجوم «عناصر معزولة».
كما أعلنت الحكومة أن الرئيس إمبالو كان من المقرر أن «يخاطب الأمة» مساء الثلاثاء من القصر الرئاسي، مما يعني أن رئيس الدولة قد تمكن من العودة إلى مقر إقامته في القصر الرئاسي. لاحقا، كتب رئيس غينيا بيساو عمر امبالو تغريدة على تويتر قال فيها: «انا بخير الحمد لله. الوضع تحت سيطرة الحكومة. أشكر شعب غينيا بيساو وجميع الأشخاص خارج بلادنا المهتمين بي وبحكومتي. عاشت الجمهورية والله يرعى غينيا بيساو.».
وبعد سويعات، ظهر رئيس غينيا بيساو في مقطع فيديو نُشر على صفحة الرئاسة على فيسبوك، وبجواره كل من رئيس الوزراء نونو نابيام ونائب رئيس الوزراء ووزير العدل، أعلن فيه فشل المحاولة الإنقلابية عصر الثلاثاء 1 فبراير 2022، مؤكدا على وقوع قتلى و«العديد» من الجرحى، من دون أن يحدّد عددهم. وأن «الهدوء عاد للبلاد والوضع تحت سيطرة الحكومة». بينما لم يحدّد الرئيس هوية منفّذي المحاولة الانقلابية التي قال إنّ دوافعها «قرارات (كان قد) اتّخذها، خصوصا في مكافحة المخدّرات والفساد». كما انتشرت صور للرئيس داخل إحدى غرف الاجتماعات محاطا بكبار الجنرالات والعسكريين في البلاد بعد السيطرة على الانقلاب الفاشل.

## النتائج
أعلن المتحدث باسم الحكومة في غينيا بيساو، فرناندو فاز، الأربعاء 2 فبراير 2022، عن مقتل ما لا يقل عن 11 شخصًا من بينهم أربعة مدنيين حيث صرح قائلا: «تعرب الحكومة عن أسفها... لفقدان 11 رجلا شجاعا خلال الهجوم. 11 ضحية، من بينهم جنود وقوات شبه عسكرية وأربعة مدنيين بينهم السائق ومسؤول كبير في وزارة الزراعة». وقال مسؤول عسكري إن «هيئة الأركان شكلت لجنة للتحقيق في ملابسات المحاولة الانقلابية» وأن «الجيش شن عملية واسعة شملت مقر الحكومة للعثور على رعاة وأبطال محاولة الانقلاب». فيما أشارت وسائل إعلام إلى أن «دوافع الإنقلابيين مازالت غامضة». لكن وزير الداخلية في غينيا بيساو زعم أن «هدف أولئك الذين هاجموا مقر الحكومة كان قتل الرئيس وأعضاء الحكومة من أجل خلق فوضى سياسية واجتماعية في البلاد».

## ردود الفعل

### الدولية
- الأمم المتحدة: أعرب الأمين العام للأمم المتحدة أنطونيو غوتيريش عن «قلقه العميق» إزاء أنباء القتال العنيف في بيساو. كما طالب بـ«وقف فوري للقتال والاحترام الكامل للمؤسسات الديمقراطية في البلاد».[36]
- الاتحاد الأفريقي: دعى رئيس مفوضية الاتحاد الأفريقي، موسى فقي محمد، «العسكريين في غينيا بيساو إلى العودة دون تأخير إلى ثكناتهم وضمان السلامة الجسدية للرئيس أومارو سيسوكو إمبالو وأعضاء حكومته والإفراج الفوري عن المحتجزين بينهم.». كما أبدى فقي عن قلقه البالغ إزاء الوضع في غينيا بيساو، «الذي تميز بمحاولة الانقلاب على حكومة البلاد» حسب ما ذكره بيان الاتحاد الأفريقي.[37]
- المجموعة الاقتصادية لدول غرب أفريقيا: أدانت المجموعة الاقتصادية لدول غرب إفريقيا (إيكواس) «محاولة الانقلاب» الجارية في غينيا بيساو، وطالبت الجنود بـ«العودة إلى ثكناتهم». وقالت المنظمة في بيان نُشر على مواقع التواصل الاجتماعي: «الإيكواس تدين محاولة الانقلاب هذه وتحمل الجيش مسؤولية السلامة الجسدية للرئيس عمر سيسكو إمبالو وأعضاء حكومته».[38][39] لاحقا، أعلنت الـ«إيكواس» نشر قوات في غينيا بيساو، للمساعدة في تحقيق الاستقرار في البلاد عقب محاولة الانقلاب الفاشلة.[40]
- البرتغال: حثت السفارة البرتغالية مواطنيها في غينيا بيساو على البقاء في منازلهم.[41]

### المحلية
- الرئيس عمر سيسكو إمبالو: بعد نجاته من المحاولة الانقلابية خاطب رئيس غينيا بيساو عمر إمبالو الصحفيين في ساعة متأخرة من ليلة 1 فبراير 2022 قائلا: «استطاعت قواتنا الدفاعية والأمنية الجمهورية أن توقف هذا الشر» مُعلنا على فشل المحاولة الإنقلابية.[9] كما أضاف إمبالو: «كان بإمكان المهاجمين التحدث معي قبل هذه الأحداث الدموية».[42]

## مقالات ذات صلة
- انقلاب 2012 في غينيا بيساو
- انقلاب 2003 في غينيا بيساو
- انقلاب 1980 في غينيا بيساو